# Психофармакотерапија
Психофармакотерапија је чест назив за фармаколошку терапију у психијатрији. Може да служи за симптоматско лечење, превенцију или дијагностику менталних поремећаја. Она, поред окупационо-радне, представља једну од основних мера за лечење у психијатрији.